# Movimento de evangelização infantil
Movimento de evangelização Infantil é um movimento de evangelismo cristão iniciado em 1937 por Jesse Irvin Overholtzer, que fundou a organização cristã da Irmandade do Evangelismo Infantil. Ele se concentra na janela 4/14, com foco em evangelizar crianças com idades entre 4 e 14 anos. As crianças são buscadas para esse propósito (evangelização cristã) , por serem elas "mais receptivas, bem como também por serem muitas vezes os agentes mais eficazes  para a missão de evangelizar seu grupo de convívio (família etc.)". Grupos de apoio a iniciativa de evangelização têm argumentado que "é crucial que os esforços de missão sejam re-priorizados e redirecionados para o grupo 4/14 em todo o mundo"

## Estratégia e estratificação
| Idade na conversão (1996) | Idade na conversão (1996) | Idade na conversão (1996) |
| ------------------------- | ------------------------- | ------------------------- |
| Até os 6 anos             | 6%                        |                           |
| De 6 a 9 anos             | 24%                       |                           |
| De 10 a 12 anos           | 26%                       |                           |
| De 13 a 14 anos           | 15%                       |                           |
| De 15 a 19 anos           | 10%                       |                           |
| Com 20 anos e mais        | 19%                       |                           |

Estudo-pesquisa realizado em 1995-1996, encomendado pelo Seminário Teológico Batista do Sul (EUA), constatou que 71% dos cristãos nos EUA converteram-se antes dos 14 anos de idade.
Em 2003, o estudioso George Barna publicou os resultados de sua pesquisa, mostrando que as crianças são o mais importante segmento da população, para ministrar, por causa de sua prontidão espiritual para aprender e vulnerabilidade de desenvolvimento. Barna argumentou que o desenvolvimento moral duma criança é definido até os nove anos de idade, enquanto as igrejas focam crianças mais velhas. Barna escreveu, ainda, que "os hábitos relacionados com a prática da fé desenvolvem-se quando se é jovem e se alteram surpreendentemente pouco com o tempo" e "quanto mais a idade avança, mais distraída e vulnerável, a criança torna-se suscetível a influências não-familiares". Barna descobriu em 2004 que crianças convertidas ao Cristianismo antes da adolescência são mais propensas a continuarem "absolutamente comprometidas" com o Cristianismo. Barna afirmou que "nesses anos pré-adolescentes é que as pessoas desenvolvem os seus quadros de referência para o restante de sua vida". Mais tarde, ele afirmou que "as primeiras impressões que se formam no longo caminho da vida moldam visão de mundo da pessoa, seus relacionamentos, sonhos, expectativas, e o núcleo da realidade"
Os estudiosos Bryant Myers e Dan Brewster têm usado a pesquisa de Barna para argumentar que programas de evangelismo global deveriam buscar as crianças mais jovens para a conversão. "A implicação desses resultados é clara", diz George Barna. "Quem deseja ter influência significativa sobre os fundamentos espirituais e morais do desenvolvimento de uma pessoa sabe que a influência é melhor enquanto a pessoa ainda está aberta e impressionável – noutras palavras, enquanto a pessoa ainda é jovem." A organização cristã World Vision declarou que o evangelismo das crianças é um movimento muito importante no século XXI.
Dan Brewster defende que as crianças devem ser orientadas para a evangelização, porque [em suas palavras] "o barro ainda está mole" e argumentou que "as crianças precisam de nossa atenção mais urgentemente do que qualquer outro grupo de pessoas"

## Janela 4/14
Em abril de 1994, líderes do ministério crianças cristãs de 54 organizações reuniram-se para uma conferência de dois dias que se concentrou nos modos de evangelizar as crianças, com idades entre 4 e 14. Awana Clubs International, que tem treinado líderes que presidem clubes em 10.000 igrejas nos EUA, hospedou esse encontro em sua sede de Streamwood, Illinois. A entidade Christianity Today International, juntamente com seis outros grupos, co-patrocinou o encontro.
A janela 4/14 foi originalmente concebida por Bryant Myers, de World Vision, e, mais tarde, foi popularizada pelo missionário cristão e estrategista internacional Luis Bush, que também cunhou o termo janela 10/40. A janela 4/14 é um movimento missionário cristão global focado na evangelização de crianças entre 4 e 14 anos de idade. Bush comentou, no The Christian Post, em 2009, que "a estratégia missionária para a Janela 4/14 seria implementada pelos pais, pastores e outros modelos de figuras que desempenham papéis-chave na formação de uma criança de visão de mundo."
Em 2004, no Comitê de Lausanne para a Evangelização Mundial na Tailândia, um grupo de cristãos e evangelistas examinou o estado de evangelismo entre as crianças. O Comitê Lusanne publicou um documento argumentando que os evangelistas devem focar crianças menores de 14 anos no Sul Global, para a conversão, e criou o movimento Aim Lower (Objetivo Inferior).
Em 2005, Dan Brewster, um diretor de World Vision, indicou que a janela 10/40 é uma parte vital da oportunidade da missão Cristã desenvolvida no século XX e a janela 4/14 é uma oportunidade missionária cristã  no século XXI que pode ser muito importante. Brewster afirmou que "os pobres e explorados tendem a ser muito mais receptivos ao Evangelho" e que as crianças e os jovens devem ser segmentados em áreas onde a doença, a pobreza e o conflito têm perturbado a sua vida. O documento incluía considerações básicas de ordem ética, como não evangelizar crianças sem o consentimento dos pais, ou de onde suas famílias são totalmente dependentes, em instituições de caridade cristã para suporte financeiro ou material, ou de forma a denegrir sua cultura local.

## Críticas ao Movimento
Os defensores da janela 4/14 incentivam crianças a partir da idade de quatro anos à conversão para o Cristianismo. Pregadores muitas vezes usam técnicas como um Livro sem palavras para comunicar conceitos religiosos para crianças jovens demais para ler. Os críticos a essa prática acusam que crianças muito novas para ler por si mesmos são também demasiado jovens para serem capazes de tomar decisões independentes sobre religião. Muitos autores Cristãos são críticos para o uso de chamadas ao altar. Alguns teólogos argumentam que chamadas ao altar podem dar uma falsa compreensão de salvação religiosa. o Teólogo Randal Rauser criticou a prática, pejorando-a de "conversionismo", por enfatizar mudança imediata de religião, em vez de transformação gradual de vida e de crença. Ele também criticou a segmentação de crianças e jovens, que podem ser "manipulados", ao confessar a crença em coisas que não entendem, para agradar adultos.
A Igreja Católica Romana afirma que as crianças não têm responsabilidade moral antes da idade da razão, geralmente dada como sete anos de idade. No Rito latino, o Catolicismo, os sacramentos da Eucaristia e a Confirmação são fornecidos somente para as crianças que têm o uso da razão, além do que a Santa Comunhão podem ser ministrados apenas para crianças que "têm suficiente conhecimento e cuidadosa preparação, de modo a compreenderem o mistério de Cristo, conforme sua capacidade, para receberem o Corpo de Cristo com fé e devoção." Inobstante, os defensores do evangelismo infantil argumentam que crianças entre 3 e 6 anos, com uma rudimentar concepção de certo e errado, ensinado por seus pais, devem ser evangelizadas.
Muitos cristãos não-católicos têm expressado preocupação de que a conversão precoce dos jovens cresce até ter uma falsa compreensão da religião, e que a secularização da Europa e da América do Norte é o produto de falsas conversões na infância. John F. MacArthur tem sido crítico de evangelistas que impõem uma confissão de fé em crianças[Ininteligível], especialmente quando o evangelista simplifica em demasia partes da religião, a fim de obter um grande número de crianças para "converter" em resposta a um estereotipada apresentação do que é a luz em detalhes.
No século XIX, o filósofo Arthur Schopenhauer argumentou que o ensino de algumas ideias para crianças em idade jovem pode favorecer a resistência a duvidar dessas ideias mais tarde.
Em seu livro The Good News Club: The Christian Right's Stealth Assault on America's Children (O Clube de Boas Novas: O assalto dos direitos cristãos em crianças estadunidenses), de 2012; a jornalista Katherine Stewart criticou diversas práticas do  Clube de Boas Novas, após o programa de estudo da escola Bíblia, incluindo jovens participantes, sendo recompensado por recrutamento de amigos de outras religiões e denominações, cujos pais não os inscreveram no programa. Ela defende que as crianças nas escolas são incentivados a agredir crianças que não compartilham de sua fé. Katherine Stewart tem criticado os esforços dos literalistas bíblicos politicamente conservadores a converterem crianças novas a formas de crença Cristã baseadas numa leitura literal das [assim chamadas] narrativas violentas do Antigo Testamento. Ela afirmou, num artigo do The Guardian, que literalistas bíblicos ensinam as crianças que elas devem ler o Velho Testamento, a fim de compreender que  o extermínio dos Amalequitas, divinamente ordenado, pode ser usado para justificar o genocídio. Em resposta, a Fundação Evangelismo  Infância afirmou que encorajam a leitura literal do extermínio dos Amalequitas, mas não incentivar as crianças a ver como um endosso de  genocídios, históricos ou atuais.

## Leitura complementar
- Uma Geração de Extinção: Como A Igreja se Conecta com os sem igreja Criança Por Mark Griffiths, Monarca Livros, 2009, ISBN 1854249290
- Um profeta moderno chorando : história da Criança Evangelismo movimento de abril de 1940. Escrito como de 1947 por J. Irvin Overholtzer, Editora: Pacific Palisades, na Califórnia.  : Internacional De Crianças Evangelismo, Comunhão, 1953.[28]
- A Janela 4/14: Levantando uma Nova Geração para Transformar o Mundo por Luis Bush (Autor), Wess Stafford (Prefácio), setembro 1, 2009
- 4/14 movimento artigos
- 4/14 movimento vídeos
- 7 Razões pelas quais eu acredito que a Janela 4/14 é a nossa Prioridade Missional Foco para Transformar o Mundo por Luis Bush